# Druivenkoers 1966
La Druivenkoers 1966, sesta edizione della corsa, si svolse il 31 agosto 1966 su un percorso con partenza ed arrivo a Overijse. Fu vinta dal belga Eddy Merckx della squadra Peugeot-BP-Michelin davanti ai connazionali Camiel Vyncke e Romain Robben.

## Ordine d'arrivo (Top 3)
| Pos. | Corridore     | Squadra                  | Tempo |
| ---- | ------------- | ------------------------ | ----- |
| 1    | Eddy Merckx   | Peugeot-BP-Michelin      |       |
| 2    | Camiel Vyncke | Romeo-Smiths-Plume Sport |       |
| 3    | Romain Robben | Mann-Grundig             |       |